# Pan de Calatrava

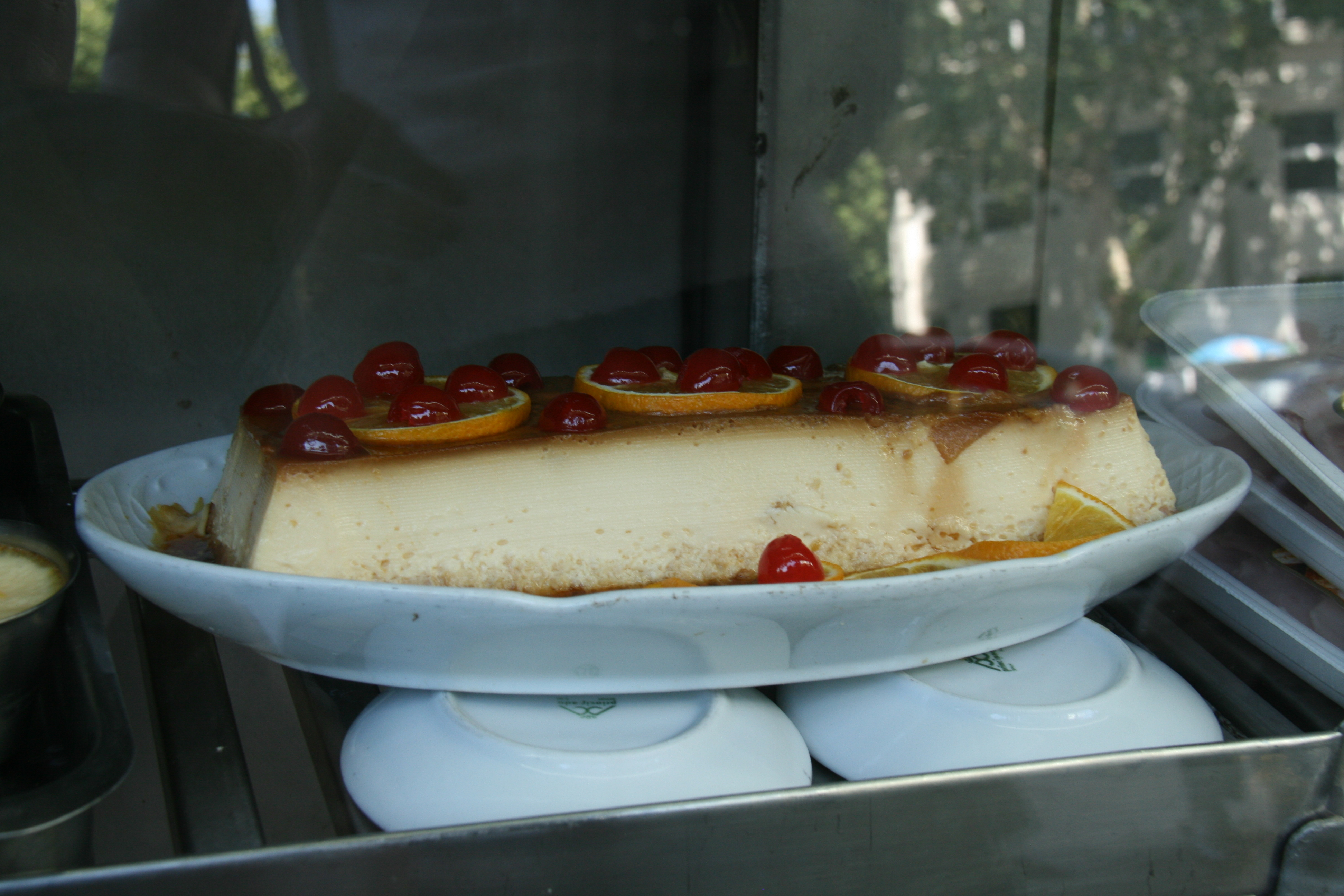
Aspecto de un pan de Calatrava.

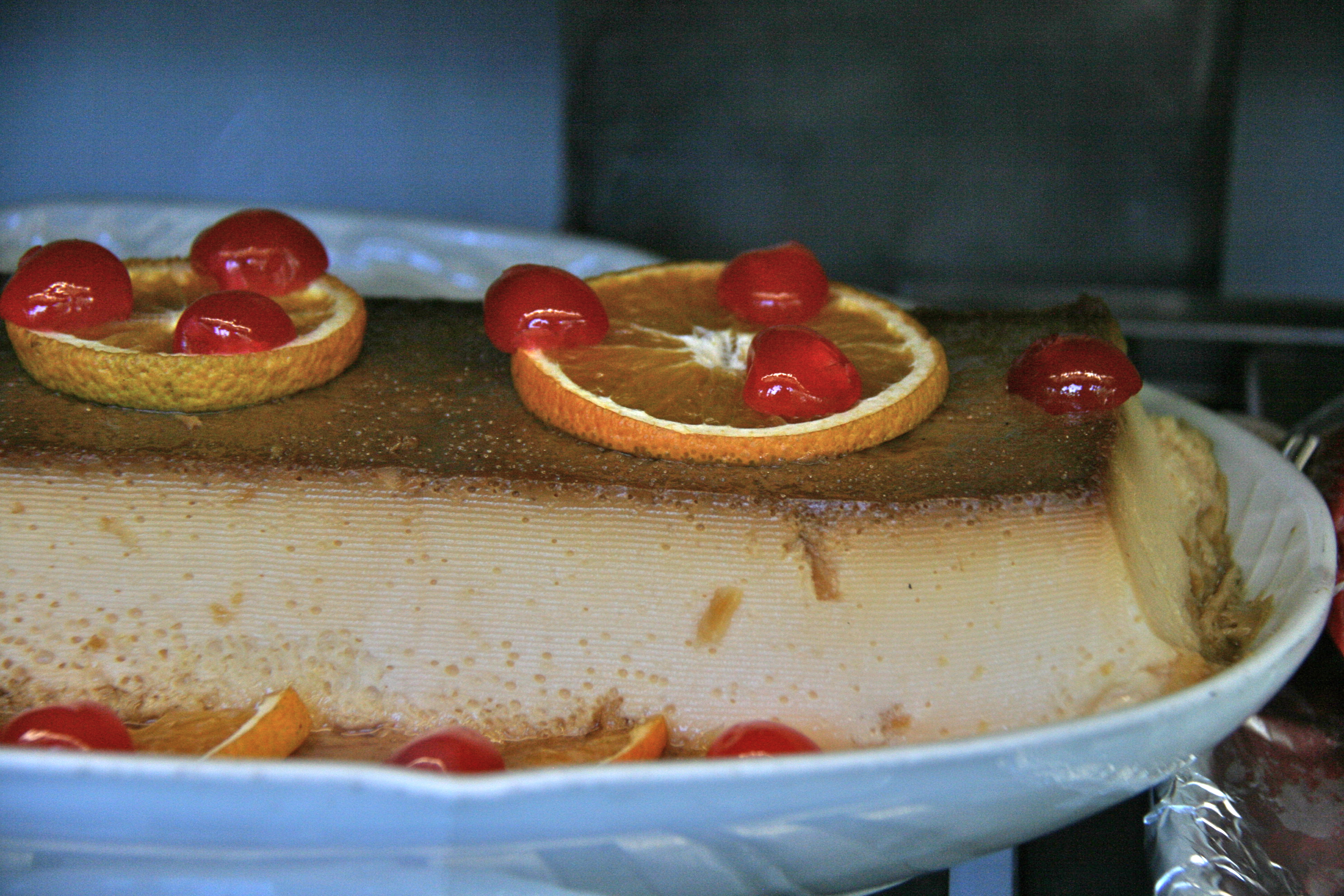
Detalle de la decoración.

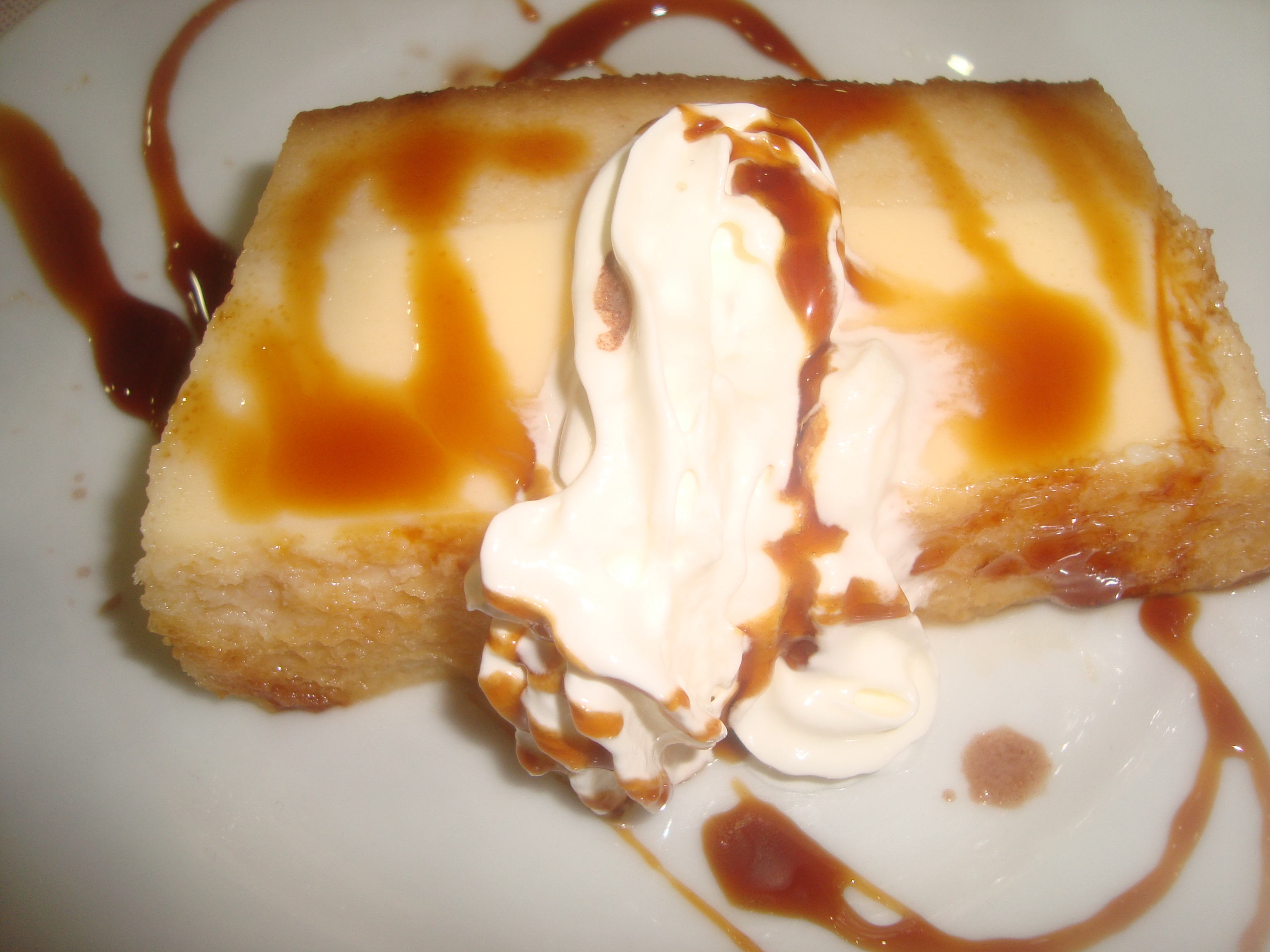
Postre de Pan de Calatrava.

El pan de Calatrava es un postre originario del sureste español, Región de Murcia y partes de Castilla-La Mancha y Andalucía. Es una especie de pudín y se sirve generalmente como postre frío. Se elabora con un fondo de pan (en algunos casos bizcocho de soletilla) que se remoja con huevos y leche que se cuaja en un molde introducido en un horno. La denominación «pan» proviene de su forma y de ser horneado.

## Características
La elaboración se compone de huevos batidos y rebajados con leche hasta formar un líquido espeso. Este líquido se suele aromatizar a veces con canela, raspaduras de limón, anís, etc. Se endulza a gusto. Sobre el molde se echa azúcar para hacer caramelo, luego dependiendo de los gustos, bien sea miga de pan o bizcochos diversos, magdalenas e incluso pan de centeno, se echa desmenuzado sobre el caramelo y después se echa encima el batido de huevos y leche etc. Todo junto se hornea en un molde hasta que queda «cuajado» el huevo. El resultado final dependerá de la forma del molde. Se suele decorar con trazas de nata o frutas en almíbar diversas. Es costumbre que se sirva como postre frío.

## Otros lugares
Este postre es muy típico y apreciado en la Región de Murcia, Albacete, Ciudad Real y Jaén; donde se hace de formas parecidas, aunque no igual.